# 埋堆堆
埋堆堆是香港电视广播有限公司在中國內地的合资公司“翡翠東方”（英語：TVBC）旗下的新媒體影音平台，取粤语“埋堆”（聚集）之意，首個手机应用程式于2018年3月起在中国内地发行。該應用可視為Big big channel和MyTV SUPER的中國內地版本。

## 历史
2017年8月，“埋堆堆”APP开始试运行，2018年3月正式上线中国内地各大应用商店。
2020年3月，“埋堆堆”庆祝上线2周年，推出全新品牌口号“粤享时光”。2020年8月，推出电影频道，上线数百部经典港产片。
2021年7月19日，“埋堆堆”APP更换全新的三色品牌标识和新口号“齐齐整整看好戏”。

## 内容
包括明星素人直播、TVB新劇（與內地視頻網站的合拍劇除外）及綜藝節目首播、港產經典影視劇足本重溫、交流討論小組等，其中大部份影視劇內容需用戶付費觀看。 

## 外部連結
- 埋堆堆 （页面存档备份，存于）
- 小米应用商店：埋堆堆 （页面存档备份，存于）
- App Store：埋堆堆
- 埋堆堆的新浪微博